# Міжнародні організації та проєкти по морському природному середовищу
Міжнародні організації та проєкти по морському природному середовищу

## Міжнародні організації
- IOC (http://IOC.unesco.org) - Міжурядова океанографічна комісія ЮНЕСКО.
- WMO (http://www.wmo.ch) - Всесвітня метеорологічна організація
- https://web.archive.org/web/20060612180849/http://www.wmo.ch/index-en.html - Комітет по основних системах (КОС) ВМО Commission for Instruments and Methods of Observation (CIMO) Instruments and Methods of Observation Programme (IMOP)
- UNEP (http://www.unep.org) - Програма ООН з довкілля
- ICSU (https://web.archive.org/web/19981111190700/http://www.icsu.org/) - Міжнародна Рада наукових союзів
- FAO (http://www.fao.org) - Продовольча та сільськогосподарська організація ООН
- IMO (https://web.archive.org/web/20070819233902/http://www.imo.org/index.htm) - Міжнародна морська організація
- CORE (https://web.archive.org/web/20081119234249/http://core.ssc.erc.msstate.edu/) - Консорціум по океанографічних дослідженнях і освіті
- IHO (https://web.archive.org/web/20061128034132/http://iho.shom.fr/) - Міжнародна гідрографічна організація

## Глобальні, регіональні і національні системи міжнародного обміну даними
- IODE (http://iode.org) - Система міжнародного обміну океанографічними даними МОК
- WDC (http://www.ngdc.noaa.gov/wdc/wdcmain.html) - Система Світових центрів даних МСНС
- GRID (http://www.grid.org) - Інформаційна система програми ЮНЕП
- GLODIR (http://ioc2.unesco.org/glodir)Довідник%5Bнедоступне+посилання+з+липня+2019%5D про експертів в галузі морського  середовища
- UK (https://web.archive.org/web/20121111223416/http://www.marine.gov.uk/) - Морська діяльність у Великій Британії
- https://web.archive.org/web/20060612180849/http://www.wmo.ch/index-en.html - Морська метеорологія
- Об'єднана глобальна система океанографічних служб (ОГСОС)
- https://web.archive.org/web/20060612180849/http://www.wmo.ch/index-en.html - Світові і регіональні метеорологічні центри

## Міжнародні програми і проєкти

### Глобальні
- GCOS (https://web.archive.org/web/20070831153425/http://www.wmo.ch/web/gcos/gcoshome.html) - Глобальна система спостережень за кліматом
- GEBCO (https://web.archive.org/web/20070829224057/http://www.ngdc.noaa.gov/mgg/gebco/gebco.html) - General Bathymetric Chart of the Oceans
- GLOBEC (https://web.archive.org/web/20060412181412/http://www.pml.ac.uk/globec/) - the Global Ocean Ecosystem Dynamics
- GLOSS (https://web.archive.org/web/20070824175453/http://www.pol.ac.uk/psmsl/programmes/gloss.info.html) - The Global Sea Level Observing System
- GODAR (https://web.archive.org/web/20040807005546/http://www.nodc.noaa.gov/General/NODC-dataexch/NODC-godar.html,  http://iode.org
- GOOS (http://ioc.unesco.org/goos) - Глобальна система спостережень за океаном (ГССО)
- GTSPP (http://www.nodc.noaa.gov/GTSPP/gtspp-home.html
- GTOS (https://web.archive.org/web/20070831153425/http://www.wmo.ch/web/gcos/gcoshome.html) - Глобальна система спостережень за поверхнею землі
- IGBP (https://web.archive.org/web/20060820082159/http://www.igbp.kva.se/cgi-bin/php/frameset.php - Міжнародна програма геосферно-біосферних досліджень
- JCOMM (http://ingrid.ldgo.columbia.edu/SOURCES/.IGOSS/data_products.html) - Joint WMO/IOC Technical Commission for Oceanography and Marine Meteorology
- JGOFS(https://web.archive.org/web/20020603154920/http://ads.smr.uib.no/jgofs/jgofs.htm) - Спільна програма дослідження океанічних потоків
- PALEO (https://web.archive.org/web/20050216084052/http://www.ngdc.noaa.gov/paleo/paleo.html) - the NOAA Paleoclimatology Program
- WCRP (https://web.archive.org/web/20060701064943/http://www.wmo.ch/web/wcrp/wcrp-home.html) - Всесвітня програма кліматичних досліджень
- WOCE (http://www.wocediu.org) - World Ocean Circulation Experiment Data Information Unit
- ВМО/ЮНЕП (http://www.ipcc.ch) - Міжурядова група по кліматичних змінах
- ГМДСС Глобальна система по виявленню тих, що терплять біду і по безпеці мореплавання
- ARGOS (https://web.archive.org/web/20080509174152/http://www.argosinc.com/) - Глобальні дані проєкту
- (ВОСКЛИМ) ВМО - Кліматичний масив даних суднових добровільних спостережень
- (СМКС) ВМО - Системи морських кліматичних збірників
- МПЕРСС - Системи підтримки операцій по реагуванню на аварійне забруднення морського середовища
- GIPME (http://ioc.unesco.org/iocweb/activities/ocean_sciences/marpol.htm) - Морське забруднення
- Clivar (http://www.clivar.org) - Зміни і прогноз клімату

### Регіональні
- ACSYS - https://web.archive.org/web/20070907190220/http://acsys.npolar.no/
- BlackGoos
- BOOS - Регіональний модуль ГССО по Балтійському морю http://WWW.BOOS.ORG
- MEDAR (http://www.ifremer.fr/sismer/program/medar) - Mediterranean Data Archaeology and Rescue
- MedGOOS - The Mediterranean Global Ocean Observing System - http://www.medgoos.net/
- NEAR-GOSS (https://web.archive.org/web/20050404125023/http://goos.kishou.go.jp/rrtdb/database.html)
- EUROGOOS (https://web.archive.org/web/20070808062334/http://www.soc.soton.ac.uk/OTHERS/EUROGOOS/eurogoosindex.html)
- Пілотний проєкт реалізації Argo в Глобальній системі спостережень за океаном (ГССО) Тихого океану (GODAE) - США
- Пілотний проєкт реалізації Argo в Глобальній системі спостережень за океаном (ГССО) для Північної Атлантики (lCariolis) - Франція, Іфремер
- http://www.aoml.noaa.gov/phod/dac/gdc.html - The Global Drifter Center

### Метадані
- CIESIN (http://www.ciesin.org) - Consortium for International Earth Science Information Network
- COADS (http://www.cdc.noaa.gov/coads) - Об'єднаний Архів Морських Даних Океану і Атмосфери
- COARE (http://www.coaps.fsu.edu/COARE/coaremet.html) - Coupled Ocean-Atmosphere Response Experiment
- EDIOS (http://www.edios.org) - European Directory of the Ocean-observing System
- EDMED (http://www.bodc.ac.uk/services/edmed/ukmed.html) - Зведення про масиви даних
- EEA (https://web.archive.org/web/20060503041855/http://www.eea.eu.int/) - European Environment Agency
- GCMD (http://gcmd.nasa.gov) - Майстер Діректорі - Відомості про масиви даних
- GOSIC (http://www.gosic.org) - The Global Observing System Information Center
- INFOTERRA (http://www.unep.org/infoterra/welcome.htm) - The Global Environmental Information Exchange Network
- MEDI (https://web.archive.org/web/20020210073715/http://www.aodc.gov.au/IODE/MEDI/index.html) - Зведення про масиви даних
- Oceanic (https://web.archive.org/web/20100526054504/http://ships.cms.udel.edu/) - Інформація про програми дослідницьких суден
- OceanPortal (https://web.archive.org/web/20130722194711/http://www.oceanportal.org/) - Центри даних, бази відомостей і бази даних в області океанографії
- ROSCOP (http://www.ices.dk) - Зведення про рейси